# Университет Святого Франциска Ксаверия (Канада)
Университе́т свято́го Франци́ска Ксаве́рия (англ. University of St. Francis Xavier's College) ─ католический университет. Находится в г. Антигониш, в канадской провинции Новая Шотландия. В университете обучается около 4200 студентов как из Канады, так и из разных стран мира. Основными направлениями учёбы являются искусство, экономика, точные науки и информатика.
Неофициальным символом университета является кольцо с Андреевским крестом (символом Шотландии), которое студенты получают при получении диплома.